# Ogg
Ogg är ett multimediaformat som används för att inkapsla multimedia kodat med en kodek från Xiph.Org Foundation, exempelvis Opus, Vorbis, Theora, Dirac, Tarkin, Speex och FLAC. Andra teknologier som är tänkta för ungefär samma ändamål som Ogg inkluderar Matroska, .mov (QuickTime, Apple) och AVI (Windows Media Player, Microsoft).
Till skillnad från många andra liknande format, är Ogg konstruerat som en dataström. Detta innebär att man kan läsa filen från början till slut, utan att behöva söka fram eller tillbaka i innehållet en enda gång. Tack vare denna konstruktion är Ogg lämplig att exempelvis strömma från Internet. Eftersom ogg-formatet är fritt används det ofta i samband med fri programvara.
Ogg används ibland som synonym för Ogg Vorbis, men det är felaktigt. 